# 里見公園

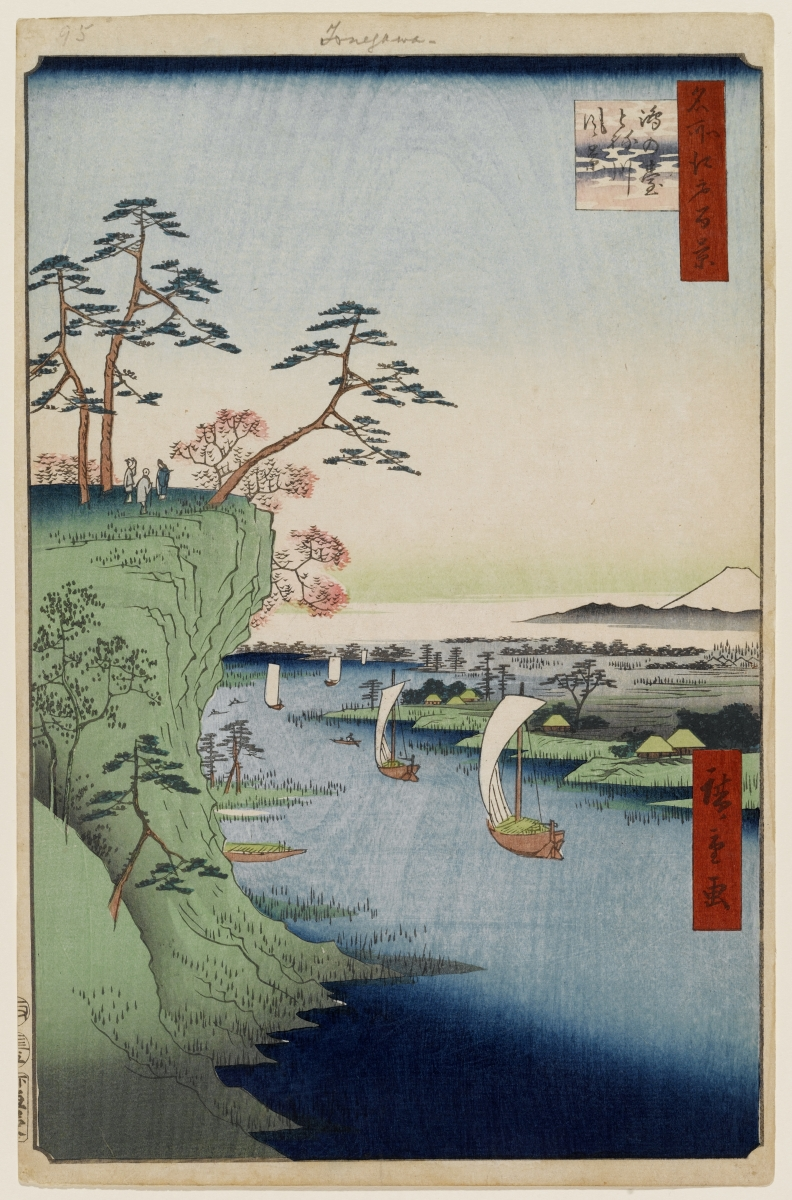
歌川広重『名所江戸百景』から「鴻の台利根川風景」（※この「利根川」は江戸川の旧称）。崖の高さに誇張があるが、里見公園付近を描いたものとされる。

里見公園（さとみこうえん）は千葉県市川市国府台にある市川市立の都市公園（地区公園）。春の花見の名所として知られる。面積8.2ha。江戸川の流れを見下ろす高台にあるため、江戸川、東京東部の市街、富士山等山々の眺望に優れている。15世紀に、この地に太田道灌が仮陣を置き、弟の太田資忠らが国府台城を築いた。その後16世紀に里見氏・後北条氏の間で2度にわたる国府台合戦が戦われた。

## 公園の概要
公園の北半分は自然を残した樹林で、石棺の露出した前方後円墳の明戸古墳、国府台合戦の伝説を伝える夜泣き石（公園に隣接する總寧寺から移設）、北原白秋の旧居紫烟草舎（江戸川区から移築）等が残っている。
公園の南半分は西洋式庭園で、桜が多く、近年はバラの育成にも力を入れている。また、江戸川に近い斜面林の中に、弘法大師（空海）発見と伝えられる湧き水の羅漢の井が残っている。また、園内には市内最高標高地点も存在する。
自然が残されているため、春秋は小学校や幼稚園の遠足の地として親しまれている。
近くの江戸川堤、矢切の渡しと結んで散策コースとして歩かれることが多い。さらに、市川市では、京成線国府台駅・江戸川堤・里見公園・国府台緑地・じゅん菜池緑地・小塚山緑地・堀之内貝塚公園・北総線北国分駅をつなぐ道を、散策路「市川水と緑の回廊」として整備している。

## 公園の沿革
明治時代、檀家を持たない総寧寺は困窮し、境内の一部を公園として開放した）。
公園の南半分の西洋庭園部分には、旧陸軍の病院（陸軍衛戍〈えいじゅ〉病院）があり、戦後も国立国府台病院（現・国立国府台医療センター）の精神科病棟として使用されていた。
公園の北半分の樹林の中には、1933年（昭和8年）まで里見八景園という遊園地があり、今も園内にはその庭園の名残が残されている。その後は私設の「里見公園」となったが、戦争の激化に伴い、旧陸軍の管理するところとなり、太平洋戦争中はこの樹林の中にいくつもの防空壕が掘られた。
戦前には、江戸川西岸の東京都側を含めた遊園地開発計画があり、里見城跡に鉄塔を立て、江戸川越えにケーブルカーを設置するなどの遊園地計画がすすめられたが、戦争で中止となった。
1958年（昭和33年）、市川市立の公園となり、南半分の国府台病院の病棟が移転した跡は西洋式庭園となり、北半分の樹林の中の防空壕も埋められ、今日のように整備された。

## 明治時代から大正時代にかけての国府台公園（一名・里見公園）
明治時代、公園が開設された年月は特定できないが、随筆家・大町桂月が1908（明治41）年に刊行した『筆』に所収された「国府台」によれば、「四年前に開かれて、公園となりたる也」とある。明治３８年５月に発行された『むさしの』５巻２号掲載の「国府台修学旅行記」（東京高等女学校・愛子著）には、「明治三十七年十一月二日は兼て定められたる修学旅行の日なり、」「国府台公園につきしは午前十時なりき、」（P76）。と記載されている。これらから、1904年（明治37年）11月には開設されていたこと、名称は「国府台公園」と呼ばれていたことが判明する。
呼称については、大正３年刊行の落合浪雄著『郊外探勝その日帰り　増訂』有文堂書店などには、「国府台　今はそこら一面を切り開いて里見公園と云ふて居る、」とあり、「里見公園」の呼称も用いられていたことが分かる。
大正12年に刊行された『千葉縣東葛飾郡誌』の「公園」の項に（Ｐ1255）、「国府台公園　一名里見公園、市川町、総寧寺境内其江戸川に臨み風光絶佳の処是を国府台公園となす」とあることから、正式名称を「国府台公園」、通称を「里見公園」と呼ばれていたと考えられる。

## 里見八景園
大正末期から昭和初期にかけて存在した遊園地で、教導団病院の移転により造成され、廃止後は再び陸軍病院の分室が作られた。創設者は、東京でトタンやブリキを扱う問屋を営んでいた蓜島家と、メッキ加工業を営んでいた佐々木家で、「東洋一の遊園地」を目指して1918（大正7）年頃から構想を練り始め、1920年代初期に開園し、1933年ころまで続いた。園内には、大丸太渡しや大滑り台、プール、動物小屋、音楽堂、演芸舞台、料理旅館「鴻月」、茶屋等が設けられ、創業と同時に千本の桜が植樹され、春には花見客で賑わった。東京方面から直接来られるように江戸川の対岸の小岩地域と「鴻月」前の船着き場を行き来する「栗市の渡し」も設けられ、希望すれば柴又帝釈天まで送迎するサービスもあった。佐々木家は中の茶屋と演芸場などを経営し、蓜島家は「鴻月」と「栗市の渡し」のほか、さつき園と、土橋亭、大観亭、富士見亭という茶屋と桟敷を経営した。「鴻月」は市川三業組合（花街）に属していた関係から、1986年には蓜島正次（創業者の子で東京ベイ信用金庫会長、市川市名誉市民）らの呼びかけにより、市川真間の浮嶋弁財天に「名妓之碑」が建立された。

## その他
- 一部に、園内に高射砲陣地があったとの説が流布しているが、誤りである。これは、以前、明戸古墳西（現お花見広場）にすり鉢状の大きな竪穴が2つあり、近所の子供たちが高射砲を据えた跡だといったのが始まりである。この竪穴は防空壕の跡であることが明らかになっている。陣地の存在について、市川市立歴史博物館でも、この確たる根拠はないとの見方をとっている。

- 園内北の樹林は、月光仮面（KRテレビ〈後のTBS〉）、失楽園（よみうりテレビ）など、テレビドラマ等の撮影に使われたことも多い。（国府台参照）
- 園に隣接して、和洋学園（和洋女子大学・和洋国府台女子中学校高等学校）がある。

## 交通
- 京成本線 国府台駅から江戸川堤を歩いて15分 同駅から京成バス松戸行きで国立病院前下車徒歩5分
- JR総武線 市川駅から京成バス松戸行きで国立病院前下車徒歩5分